# Stlengis osensis
Stlengis osensis és una espècie de peix pertanyent a la família dels còtids.

## Descripció
- Fa 4 cm de llargària màxima.[4][5]

## Hàbitat
És un peix marí i batidemersal que viu entre 120-360 m de fondària.

## Distribució geogràfica
Es troba al Pacífic nord-occidental: des de la prefectura de Shizuoka fins a la prefectura de Kochi (el Japó).

## Observacions
És inofensiu per als humans.